# Eduardo Frei Ruiz-Tagle
Pour les articles homonymes, voir Tagle.
Eduardo Frei Ruiz-Tagle, né le 24 juin 1942 à Santiago du Chili, est un homme d'État chilien. Membre du Parti démocrate-chrétien, il est président de la République de 1994 à 2000.
Fils du président Eduardo Frei Montalva et ingénieur civil de profession, il est sénateur à partir de 1990 et remporte l'élection présidentielle de 1993, la première depuis la fin de la dictature d'Augusto Pinochet.
Sa présidence est caractérisée par une stabilité politique et une conjugaison entre la mise en place de mesures favorisant libre marché et politiques sociales. Le modèle du « régionalisme ouvert » est ainsi accru ; le Chili adhère au Mercosur, renforce ses relations diplomatiques avec plusieurs États et entame des négociations en vue de conclure des accords de libre-échange. Une croissance économique, une amélioration des infrastructures, le développement d'une réforme de l'éducation et la mise en place de lois protégeant la famille caractérisent son mandat présidentiel.
Redevenu sénateur après son départ du pouvoir, il est président du Sénat de 2006 à 2008. Il se porte candidat à l'élection présidentielle de 2009-2010, qu'il perd au second tour face à Sebastián Piñera, ce qui met fin à une vingtaine d'années successives de gouvernement de centre gauche au pays. Il quitte le Sénat en 2014.

## Biographie

### Premières années
Né le 24 juin 1942 à Santiago du Chili, Eduardo Frei Ruiz-Tagle est le fils aîné de l'ancien président chilien Eduardo Frei Montalva et de María Ruiz-Tagle. Après avoir réalisé ses études primaires et secondaires dans la capitale chilienne, il est admis à la Faculté des sciences physiques et des mathématiques de l'université du Chili pour y entreprendre ses études en génie civil. Il s'implique notamment à cette époque dans l'association des étudiants de son université.
En 1967, il marie Marta Larraechea, avec qui il a plus tard quatre filles.
Pendant environ vingt ans, de 1969 à 1988, il se consacre à sa carrière d'ingénieur civil et œuvre au sein de l'entreprise chilienne Sigdo Koppers.
Même s'il est membre du Parti démocrate-chrétien depuis 1958, parti dont son père est l'un des fondateurs, son implication politique directe débute lorsqu'il crée la Fondation Eduardo Frei Montalva, après la mort dans des circonstances nébuleuses de son père en 1982. Il milite notamment pour la camp du « Non » lors du référendum de 1988 visant à ne pas reconduire pour huit années supplémentaires le mandat présidentiel du général Augusto Pinochet.
Après la victoire du « Non » lors du référendum, Frei Ruiz-Tagle est nommé sénateur le 11 mars 1990, fonction qu'il occupe jusqu'au 11 mars 1994. De 1991 à 1993, il occupe la présidence du Parti démocrate-chrétien.

### Mandat présidentiel (1994-2000)
Candidat de la Concertation des partis pour la démocratie à l'élection présidentielle de 1993, il est élu dès le premier tour avec 58 % des voix,. Sa présidence est caractérisée par une stabilité politique et sociale ainsi que par une conjugaison entre des mesures stimulant l'économie du pays et favorisant le libre marché et des politiques sociales.

#### Économie
Son mandat présidentiel est marqué par l'approfondissement du « régionalisme ouvert », avec une plus grande ouverture aux relations internationales dans le domaine économique. Grâce à cette politique, le Chili atteint le statut de membre associé au Marché commun du Sud (Mercosur) et entame des négociations pouvant conduire à la signature de traités de libre-échange avec des pays comme les États-Unis, le Canada et la Chine, et des économies comme l'Union européenne (UE) et l'Association européenne de libre-échange (AELE).
Son gouvernement, le second depuis la fin de la dictature du général Augusto Pinochet, est marqué par une bonne croissance économique en particulier au cours des quatre premières années de son mandat, par les progrès dans les infrastructures publiques par le biais de partenariats avec le secteur privé, le développement de la réforme de l'éducation et le début d'une réforme historique du système de procédure pénale. Au cours de son mandat, le pouvoir d'achat du 20 % de la population la plus pauvre augmente par ailleurs de 10 %. La fin de son mandat est cependant marquée par une grave crise financière, résultant entre autres des impacts de la Crise asiatique.

#### Infrastructures
Relativement aux infrastructures, Frei Ruiz-Tagle, assisté de Ricardo Lagos, ministre des Travaux publics et futur président de la République, met en place plusieurs projets auxquels le secteur privé participe selon un modèle de concessions. Les projets se multiplient partout au pays et comptent parmi les plus notoires, la rénovation de l'aéroport international Arturo-Merino-Benítez de Santiago, la construction de la ligne 5 du métro de Santiago, amorcée sous le gouvernement précédent, et la construction d'un barrage hydroélectrique dans la région du Biobío. Les principaux ports du pays sont en outre privatisés lors de son mandat présidentiel.

#### Éducation et famille
En ce qui a trait à la réforme de l'éducation, celle-ci se traduit notamment par une augmentation de la durée de la journée d'école, des salaires et de la formation des enseignants, une amélioration des infrastructures scolaires, un meilleur accès aux technologies de l'information pour les élèves, et ce, dans l'optique d'un meilleur accès à l'éducation pour tous les enfants.

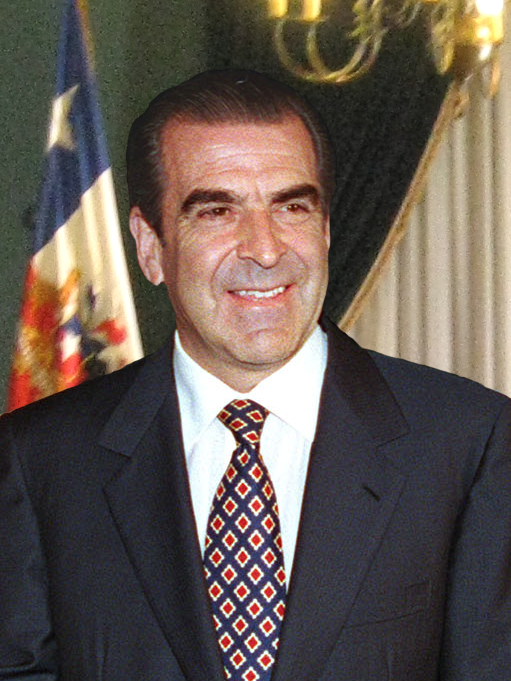
Eduardo Frei Ruiz-Tagle en 1999.

Il promeut également la famille comme noyau fondamental de la société. Quelques mesures se sont démarquées, notamment la promulgation de lois sur les violences intrafamiliales, la filiation, la protection de la famille et l'adoption. Il lance également un projet de loi visant à mettre en place des tribunaux spécialisés en affaires familiales.

#### Relations extérieures
Par rapport à ses prédécesseurs, le Chili, sous Frei Ruiz-Tagle, demeure davantage lié à ses voisins et aux autres pays du monde, notamment par la mise en place et la consolidation d'une économie ouverte respectueuse des capitaux étrangers. Des accords de libre-échange ont été ratifiés et le pays fait son entrée au sein de l'Organisation mondiale du commerce et du Forum de coopération économique Asie-Pacifique.
En 1995, le gouvernement de Frei Ruiz-Tagle signe avec l'Argentine un protocole gazier afin d'assurer l'approvisionnement en gaz naturel du pays en plus de ratifier le 13 novembre 1999 les clauses toujours pendantes du traité de Lima de 1929, réglant notamment le droit d'usufruit que détient le Pérou sur une zone située dans le port d'Arica. Il règle également des conflits frontaliers avec l'Argentine, notamment celui concernant le litige du champ de glaces patagoniques sud.
Un dernier événement majeur survient à la fin du mandat du président, soit l'arrestation au Royaume-Uni du général et ancien président Augusto Pinochet, sur ordre d'un juge espagnol qui avait émis ce mandat d'arrestation pour la mort de citoyens espagnols sur le territoire chilien lors de la dictature militaire. Affirmant que cette arrestation constitue une violation de la souveraineté du Chili, Frei Ruiz-Tagle demande que Pinochet soit libéré et rapatrié au Chili pour y être jugé, position à laquelle quelques membres de la Concertation n'adhèrent pas. Le ministre de l'Intérieur du Royaume-Uni, Jack Straw, finit par libérer Pinochet le 2 mars 2000 pour des raisons humanitaires. Dès sa libération, ce dernier quitte aussitôt le pays et arrive au Chili quelques jours avant la fin de mandat de Frei Ruiz-Tagle.

### Sénateur
Eduardo Frei Ruiz-Tagle quitte la présidence du pays avec un taux d'approbation de 28 %, le plus bas jamais obtenu pour un président issu de la Concertation. Le 11 mars 2000, Ricardo Lagos, aussi issu de la Concertation prend les rênes du pays.
Tel que le prévoit la Constitution du pays, Frei Ruiz-Tagle est nommé sénateur à vie ce même jour et occupe cette fonction jusqu'à ce qu'une révision constitutionnelle vienne la supprimer. Il se présente alors aux élections et est élu sénateur démocratiquement pour la région de Los Lagos Nord (depuis 2007 la région des Fleuves), fonction qu'il occupe à partir du 11 mars 2006.

#### Présidence du Sénat
Élu sénateur en 2005, il est désigné par ses pairs président du Sénat le 10 mars 2006 et le demeure jusqu'au 12 mars 2008.
Le 18 décembre 2008, il obtient la réintégration dans la nationalité suisse, sur base de sa demande volontaire en raison de ses liens étroits avec la Suisse.

### Élection présidentielle de 2009-2010
Candidat officiel du Parti démocrate-chrétien, il est, après le retrait de l'ancien président Ricardo Lagos et du secrétaire général de l'Organisation des États américains José Miguel Insulza, désigné candidat de la Concertation des partis pour la démocratie (coalition de centre-gauche) lors de la primaire au sein de celle-ci.
Arrivant second au premier tour du 13 décembre 2009, il met en ballotage le candidat de la Coalition pour le changement (droite), l'homme d'affaires Sebastián Piñera, défait en 2006 par Michelle Bachelet. Frei reçoit au dernier moment l'appui du candidat de gauche indépendant Marco Enríquez-Ominami, qui, avec plus de 20 % des voix au premier tour, pourrait être décisif,, ainsi que de la célèbre actrice Delfina Guzmán (es), qui ne mâche pas ses mots concernant l'entourage pinochettiste de Piñera.
Eduardo Frei Ruiz-Tagle recueille 48,39 % des suffrages au second tour d'une élection qui met ainsi un terme à vingt ans de pouvoir de centre gauche.